# 王立アジア協会
王立アジア協会（おうりつアジアきょうかい、Royal Asiatic Society of Great Britain and Ireland）は、1823年に設立された、東洋学・アジア研究のためのイギリスの学術団体である。正式名称は「グレートブリテン及びアイルランドの王立アジア協会」。創立時にアイルランドがイギリスと合同していた（グレートブリテン及びアイルランド連合王国）ためにこの名がある。
アジア各地に支部がある。王立協会やアジア協会とは別の団体である。

## 概要
王立アジア協会はインド学者のヘンリー・トーマス・コールブルックによって1823年3月15日に設立され、1824年にジョージ4世によって特許状が与えられた。アジアに関する科学・文学・芸術に関する主題の研究を目的とする。
1834年以来機関誌（現在は季刊。1864年から New Series、1991年から Third Series）『Journal of the Royal Asiatic Society』(JRA または JRAS と略す)を発行している。
協会の図書館に8万冊の蔵書を有し、また約2000部の写本のコレクションがある。著名な東洋学者の原稿も収蔵している。
本部はロンドンにあり、ほかにインド・スリランカ・マレーシア・中国・韓国に支部を持つ。なお日本アジア協会も本来は王立アジア協会の支部となる予定だったが、アメリカの反対によって支部ではなく提携組織として1872年（明治5年）に横浜で設立された（現在の本部は東京）。

## 著名な会員
- トーマス・ウェード (1818-1895)
- リチャード・フランシス・バートン (1821-1890)
- オーレル・スタイン (1862-1943)
- ラビンドラナート・タゴール (1861-1941)